# Domanín u Třeboně
Domanín (deutsch Domanin) ist eine Gemeinde in Tschechien. Sie liegt 19 Kilometer östlich des Stadtzentrums von České Budějovice und gehört zum Okres Jindřichův Hradec.

## Geographie
Domanín befindet sich auf dem Gebiet des UNESCO-Biosphärenreservates Třeboňsko in der Ebene des Wittingauer Beckens. Das Dorf wird von einer Vielzahl von Teichen umgeben, von denen der Svět (Weltteich) im Norden der größte ist. Westlich erhebt sich der Výhon (475 m).
Nachbarorte sind Třeboň und Vrchy im Nordosten, Branná im Osten, Hrachoviště im Südosten, Kojákovice im Süden, Mladošovice im Südwesten, Spolí und Libín im Westen sowie Vranín im Nordwesten.

## Geschichte
Erstmals urkundlich erwähnt wurde das Dorf 1367 als Besitz des Stiftes Třeboň, zu dem es bis zur Säkularisation im Jahre 1785 gehörte. Im 14. und 15. Jahrhundert entstanden um den Ort mehrere große Fischteiche. Im Dreißigjährigen Krieg lag der Ort darnieder, ein Teil der Bewohner wurde umgebracht und andere starben an Hunger. Im Preußisch-Österreichischen Krieg wurden 1866 preußische Truppen einquartiert, die die Cholera mitbrachten.
1874 entstand auf den Fluren der Gemeinde am Weltteich die Grablege der Schwarzenberger. In der 1877 geweihten Grabkapelle wurden 26 Mitglieder des Hauses beigesetzt.

## Gemeindegliederung
Für die Gemeinde Domanín sind keine Ortsteile ausgewiesen. Zu Domanín gehören die Siedlung U Hrobky sowie die Einschichten Bašta und Vrchy (Berghof). Grundsiedlungseinheiten sind Domanín und U Hrobky.

## Sehenswürdigkeiten

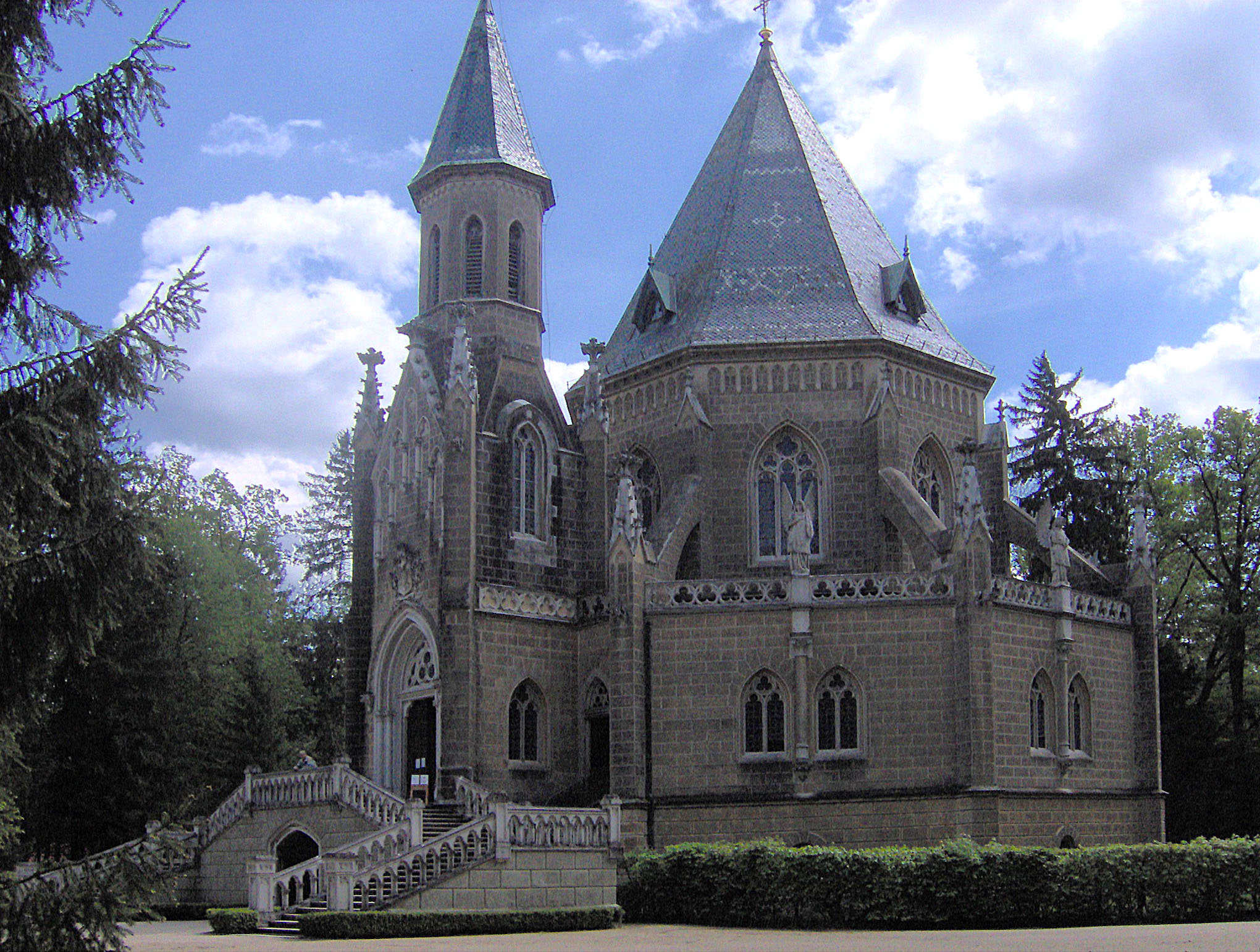
Gruftkapelle des Hauses Schwarzenberg

- Kapelle mit Kopie des Bildnisses Christi Grablegung aus dem 14. Jahrhundert, errichtet 1924. Das Original aus der alten Kapelle von Domanín befindet sich in der Nationalgalerie in Prag
- Friedhofskirche St. Ägidius am Weltteich, die seit 1515 nachweisbare Kirche wurde 1574 bis 1576 durch Jan Vlach erweitert und 1776 barockisiert
- Gruftkapelle Himmlischer Heiland des Hauses Schwarzenberg am Weltteich; die von einem englischen Park umgebene Grablege der Schwarzenberger ist ein neugotischer Bau von Damasius Deworetzky aus den Jahren 1874 bis 1877, der auf morastigem Untergrund errichtet wurde